# Rowan Coultas
Rowan Arkas Coultas (* 21. Juni 1997 in Bedford) ist ein ehemaliger britischer Snowboarder. Er startete in den Freestyledisziplinen.

## Werdegang
Coultas nahm von 2009 bis 2019 an Wettbewerben der World Snowboard Tour und der FIS teil. Dabei holte er bei den Juniorenweltmeisterschaften 2014 in Chiesa in Valmalenco die Silbermedaille im Slopestyle. In der Saison 2014/15 wurde er bei den Nanshan Open in Peking Dritter im Slopestyle und nahm in Park City erstmals am Snowboard-Weltcup teil, wobei er den 13. Platz im Slopestyle errang. Bei den Snowboard-Weltmeisterschaften 2015 am Kreischberg kam er auf den 25. Platz im Big Air. In der Saison 2016/17 erreichte er mit drei Top-Zehn-Platzierungen den 27. Platz im Freestyle-Weltcup sowie den 16. Rang im Slopestyle-Weltcup seine besten Gesamtergebnisse. Beim Saisonhöhepunkt, den Snowboard-Weltmeisterschaften 2017 in der Sierra Nevada, belegte er den 38. Platz im Slopestyle. In der folgenden Saison kam er bei den Olympischen Winterspielen 2018 in Pyeongchang auf den 33. Platz im Slopestyle sowie auf den 17. Rang im Big Air und absolvierte in Mönchengladbach seinen 15. und damit letzten Weltcup, welchen er auf dem 19. Platz im Big Air beendete. Bei den Snowboard-Weltmeisterschaften 2019 in Park City errang er den 25. Platz im Slopestyle.

## Teilnahmen an Weltmeisterschaften und Olympischen Winterspielen

### Olympische Winterspiele
- 2018 Pyeongchang: 17. Platz Big Air, 33. Platz Slopestyle

### Snowboard-Weltmeisterschaften
- 2015 Kreischberg: 25. Platz Big Air
- 2017 Sierra Nevada: 38. Platz Slopestyle
- 2019 Park City: 25. Platz Slopestyle

## Weltcup-Gesamtplatzierungen
| Saison  | Freestyle | Freestyle | Slopestyle | Slopestyle | Big Air | Big Air |
| Saison  | Punkte    | Platz     | Punkte     | Platz      | Punkte  | Platz   |
| ------- | --------- | --------- | ---------- | ---------- | ------- | ------- |
| 2014/15 | 200       | 71.       | 200        | 35.        | –       | –       |
| 2015/16 | 426       | 57.       | 320        | 29.        | 106     | 34.     |
| 2016/17 | 1530      | 27.       | 917,9      | 16.        | 810     | 20.     |
| 2017/18 | 160       | 124.      | 40         | 67.        | 120     | 63.     |